# Marsilac (distretto di San Paolo)
Marsilac è un distretto (distrito) della zona centrale di San Paolo in Brasile, situato nella subprefettura di Parelheiros. Il suo nome è un omaggio all'ingegnere Jose Alfredo Marsilac, che sviluppò molte tecniche per la costruzione di strade e gallerie, anche dopo aver perso il 99% della vista per essere stato colpito da una bomba durante la Rivoluzione del 1932.

## Descrizione
Situato vicino alla Serra do Mar e quasi interamente rurale, Marsilac ha la superficie più estesa del municipio di San Paolo, equivalente a tutta l'area centrale del comune. Ha anche la più bassa densità di popolazione di tutti i distretti, in gran parte coperti dalle riserve della Foresta atlantica.
È il distretto più remoto della capitale, situato a circa 60-70 km dal Marco Zero e a soli 10-15 km dall'Oceano Atlantico, visibile da alcuni punti. Confina con i comuni di São Vicente e Itanhaém. Una piccola area della città si trova al livello del mare, nella valle del fiume Capivari.
È il quartiere più povero e ha l'indice di sviluppo umano (ISU) più basso della città di San Paolo.